# Darkweti
Darkweti (gruz. დარკვეთი) – wieś w Gruzji, w regionie Imeretia, w gminie Cziatura. W 2014 roku liczyła 887 mieszkańców.